# Rivière Otonabee
La rivière Otonabee est une rivière du sud-est de la province canadienne de l’Ontario qui démarre du lac Katchewanooka avant de rejoindre la rivière Trent au niveau de la ville de Peterborough. Elle fait 55 km de long.

## Géographie
La rivière fait partie de la voie navigable Trent-Severn qui relie le lac Ontario au lac Huron. La rivière fait 90 km de long. Elle est appelée Odoonabii-ziibi en langue ojibwé.
La rivière est reconnue pour la pêche : achigan à petite bouche, achigan à grande bouche, brochet, doré jaune, aplodinotus grunniens.

## Histoire
Susanna Moodie et Catharine Parr Traill ont vécu à proximité du lac Katchewanooka.

## Toponymie
Cette rivière est appelée Odoonabii-ziibi en langue ojibwé. Le nom Otonabbe est une version anglicisée d'Odenabe, « la rivière qui bat comme un cœur » ainsi nommée en raison des eaux bouillonnantes des rapides de cette rivière. Odenabe vient en effet des mots « ode » qui signifie « cœur » et « odemgat » qui signifie « eau bouillante ». Le terme « ode » renvoie à un réseau complexe de significations pour un locuteur anichinabé. Il fait partie de plusieurs mots importants comme oodena « village » (l'endroit où le cœur se recueille), odemin giizis, « le mois de juin », odeminan « plants de baies du coeur, c'est-à-dire les fraisiers », odaenaub, « la nation, un réseau de coeur interconnectés », (o)debwewin, « la vérité, le son que fait le coeur ».